# Leptofoeninae
La sottofamiglia Leptofoeninae Handlirsch, 1925, è un piccolo raggruppamento di insetti della famiglia degli Pteromalidi (Hymenoptera: Chalcidoidea) comprendente sette specie presumibilmente parassitoidi.

## Morfologia
I Leptofenini sono Calcidoidi con caratteri morfologici insoliti in quanto ricordano gli Icneumonoidei. Si distinguono comunque facilmente da questi ultimi per riduzione della venatura alare tipica dei Calcidoidi. Sono insetti di dimensioni cospicue, lunghi da 1-2 cm a 3–4 cm (compreso l'ovopositore). Il corpo è sottile e allungato e da sotto l'addome emerge un ovopositore eccezionalmente lungo. Sul capo sono presenti rilievi crestiformi nell'area frontale compresa fra gli occhi composti e i toruli delle antenne.

## Biologia
La biologia di questa sottofamiglia è sconosciuta, tuttavia la lunghezza dell'ovopositore e il ritrovamento su alberi deperiti fanno ritenere che questi imenotteri siano associati a insetti xilofagi.

## Sistematica
La sottofamiglia comprende due soli generi con sette specie:
- Doddifoenus
- Leptofoenus